# Lasionycta corax
Lasionycta corax es una especie de mariposa nocturna de la familia Noctuidae. Vive en el curso superior del río Kolymá, en Siberia.